# 블레어 세인트 클레어
블레어 세인트 클레어(Blair St. Clair, 1995년 5월 16일 ~ )는 미국의 드래그 퀸, 가수이다. 리얼리티 경연 프로그램 《루폴의 드래그 레이스》 시즌 10 참가자이다.

## 음반 목록
- Call My Life (2018)
- Identity (2020)